# شورای اسلامی شهر سنندج
شورای اسلامی شهر سنندج، شورایی متشکل از ۱۵ نفر است که با رأی مردم شهر سنندج، برای تصمیم‌گیری در حوزه امور مربوط به شهرداری سنندج انتخاب می‌شوند.

## انتخابات ششمین دوره شورای اسلامی شهر سنندج (۱۴۰۵_۱۴۰۰) (تمدید یک ساله دوره شوراهای ششم)
براساس آرا منتخبان ششمین دوره شوراهای اسلامی شهر و روستا در شهر سنندج اسامی زیر اعضای منتخب این دوره از انتخابات را تشکیل می دهند.
۱_ سیف الله رضایی
۲_فرهاد میمنت آبادی
۳_فرزاد زارعی
۴_اسعد فریدی
۵_سالار علی ویسی
۶_عزت رضایی
۷_سید انور رشیدی
۸_وفا اصلانی
۹_بهروز ابراهیم آبادی
همچنین اسامی اعضای علی البدل به شرح زیر می باشد:
۱_جبار زندی
۲_شیدا حیدریان
۳_فرهاد اسماعیلی
۴_هوشنگ امینی
۵_سالار زارع
۶_علی پژگول
هم اکنون بهروز ابراهیم آبادی و شیدا حیدریان به ترتیب به عنوان رئیس شورا و نائب رئیس شورا فعالیت می کنند.